# Maurice Manificat
Maurice Manificat, né le 4 avril 1986 à Sallanches, est un fondeur français. Il est vice-champion du monde du quinze kilomètres libre en 2015, remportant une deuxième médaille mondiale lors de cette édition avec le bronze sur le relais. Il remporte une nouvelle médaille de bronze avec le relais lors championnats du monde 2019 de Seefeld. Lors des championnats du monde 2021 d'Oberstdorf, il remporte pour la troisième fois la médaille de bronze du relais.
Il est quadruple médaillé aux Jeux olympiques, avec la médaille de bronze du relais des Jeux olympiques de Sotchi en 2014 puis de nouveau celles du relais et du sprint par équipes lors des Jeux olympiques 2018 à Pyeongchang et enfin celle du relais lors des jeux olympiques 2022 à Pékin.
En Coupe du monde, il termine lors de la saison 2015-2016 à la deuxième place du classement général des courses de distances. Il est monté à dix-sept reprises sur un podium dont six victoires individuelles, lors d'une poursuite de trente kilomètres à Lahti en 2010, d'un skiathlon à Canmore en 2012, d'un trente kilomètres libre en 2013 à Davos et de trois quinze kilomètres libre en 2016 à Nové Město na Moravě, en 2017 à Davos et en 2019 à Ulricehamn. Dans les compétitions disputées sous la forme de tour, il termine sur le podium des Finales de la Coupe du monde en 2010 avec une deuxième place et obtient également une deuxième place lors du Tour de ski 2021.

## Biographie

### Carrière sportive
Dès la saison 2001-2002, où il est cadet, Maurice Manificat est le meilleur français de sa génération. La saison suivante, il est cinquième français en catégorie jeunes, puis premier de sa catégorie en 2003-2004, remportant également la coupe de France jeunes. Il dispute ses premiers mondiaux, à Stryn en Norvège. Lors de l'édition suivante des championnats du monde junior, il remporte la médaille de bronze avec le relais français, également composé de Romain Vandel, Cyril Miranda et Guilhem Alexandre. Sur le dix kilomètres libre, il termine septième. L'année suivante, il remporte le classement général OPA.
En Coupe du monde, il fait ses débuts en décembre 2006 lors de l'étape de La Clusaz où il obtient la 64e place du trente kilomètres libre. Il doit attendre la saison 2008-2009 pour obtenir son premier podium lors de l'épreuve par équipes de La Clusaz, où l'équipe de France, également composée de Jean-Marc Gaillard, Vincent Vittoz et Emmanuel Jonnier, termine troisième. La même saison, il remporte le titre mondial des moins de 23 ans du quinze kilomètres libre disputé en France au Praz de Lys.
Il est la révélation française de la saison 2009-2010. Le 12 décembre 2009, il obtient son premier podium individuel en Coupe du monde en terminant à la troisième place lors du quinze kilomètres style libre de Davos. Aux Jeux olympiques de Vancouver, il termine entre autres sixième du quinze kilomètres style libre et quatrième du relais 4 × 10 kilomètres. Au retour des Jeux, il remporte sa première victoire individuelle en Coupe du monde en s'imposant lors de la poursuite de Lahti le 6 mars 2010. Il est le troisième fondeur français à remporter une épreuve de Coupe du monde après Vincent Vittoz et Jean-Marc Gaillard. Il confirme son talent et marque les esprits en terminant deuxième de la finale de la Coupe du monde à Falun le 21 mars 2010 derrière Petter Northug, mini-tour où il réalise le meilleur temps sur l'étape finale, un quinze kilomètres libre disputé par handicap. Il termine cinquième du classement général de la Coupe du monde, Français le mieux classé de la saison devant Vincent Vittoz et Jean-Marc Gaillard. Il ne parvient cependant pas à remporter de titre de champion de France. Le 28 mars 2010, il termine deuxième de l'épreuve longue distance (42 kilomètres) derrière Vincent Vittoz et deuxième de la poursuite remportée par Vincent Vittoz.
Aux championnats du monde 2011 qui se déroulent à Oslo, il confirme ses espoirs en prenant la sixième place du quinze kilomètres classique à 18 secondes du podium. Sur les autres courses, il termine 22e de la poursuite, quinze kilomètres libre et quinze kilomètres classique, et 45e du cinquante kilomètres. Avec ses partenaires Jean-Marc Gaillard, Vincent Vittoz et Robin Duvillard, il termine onzième du relais. Il termine ensuite troisième à Rybinsk sur un vingt kilomètres poutrsuite, puis deuxième, devant Vincent Vittoz, sur le même format à Lahti un mois plus tard. Deuxième de l'étape du quinze kilomètres libre poursuite, il termine cinquième des Finales disputées à Falun.
Il commence sa saison 2011-2012 par une troisième place du dix kilomètres libre de Kuusamo, étape du Nordic Opening, et une deuxième du trente kilomètres individuel à Davos,., deux courses remportées par Petter Northug. Il termine septième du Tour de ski 2011-2012 : c'est son meilleur résultat dans la compétition, avec notamment une troisième place lors du prologue, et une deuxième place au temps de l'ultime étape.
Le 16 décembre 2012, il remporte à Canmore la seconde victoire en coupe du monde de sa carrière lors d'une épreuve de skiathlon (quinze kilomètres classique et quinze kilomètres en libre) devant l'Italien Roland Clara et le Norvégien Sjur Røthe. Certains des meilleurs spécialistes mondiaux comme Petter Northug ou Dario Cologna avaient décidé de faire l'impasse sur cette étape canadienne pour se préparer pour le tour de ski. Cependant en raison d'une fissure du tendon quadricipital droit, il doit renoncer au Tour de ski 2012-2013, son indisponibilité étant de 4 à 6 semaines. Il fait ensuite son retour en coupe du monde en février en erminant dixième lors d'un skiathlon à Sotchi remporté par Dario Cologna. Il est également présent à Davos pour un quinze kilomètres où il termine sixième d'une course remportée par le Suédois Johan Olsson.
Après avoir terminé quatrième du Nordic Opening 2013-2014, il remporte sa troisième victoire en Coupe du monde lors d'un trente kilomètres disputé en style libre à Davos, dans une épreuve chronométrée où il s'impose devant les Norvégiens Chris Andre Jespersen deuxième à 3,3 secondes et Martin Johnsrud Sundby, à 14,9 secondes.
Le 16 février 2014, il remporte avec l'équipe de France, également composée de Jean-Marc Gaillard, Robin Duvillard et Ivan Perrillat Boiteux, la médaille de bronze du relais 4 × 10 kilomètres des Jeux olympiques de 2014 à Sotchi. Auparavant, avec l'encadrement de l'équipe de France, il renonce à participer au quinze kilomètres classique, disputé deux jours avant le relais, où ses chances de réussite sont moindre, afin de préserver ses forces pour le reste de la compétition.
Dans les autres épreuves, il termine neuvième du skiathlon. Lors de la dernière épreuve, le cinquante kilomètres, il termine à la 43e place.
Il fait ses débuts en coupe du monde 2014-2015 à Ruka sur un quinze kilomètres classique où il termine 51e. Malade, il est absent du Nordic Opening. Lors de sa deuxième course de la saison, il termine huitième à Davos sur un quinze kilomètres libre. Il participe ensuite au Tour de ski, compétition où il termine quinzième, en réalisant le deuxième temps de la poursuite de vingt-cinq kilomètres de Toblach et le deuxième temps de la montée finale de l'Alpe Cermis. Une semaine avant les mondiaux, Maurice Manificat se positionne comme un des favoris du quinze kilomètres libre des Championnats du monde en prenant la deuxième place sur le même format à Östersund derrière Finn Haagen Krogh.
Aux Championnats du monde de Falun en Suède, Maurice Manificat rafle deux médailles. D'abord l'argent sur le quinze kilomètres libre derrière Johan Olsson, devenant le quatrième médaillé français de l'histoire des Mondiaux en ski de fond, après Jean-Paul Pierrat en 1978 avec une médaille de bronze sur un cinquante kilomètres à Lahti, Hervé Balland deuxième du cinquante kilomètres de Falun en 1993 et Vincent Vittoz, champion du monde de la poursuite en 2005. Puis avec l'équipe de France, il remporte la médaille de bronze du relais derrière les deux favoris : la Norvège et la Suède.
Quatorzième du Nordic Opening qui se déroule à Ruka, il termine cinquième d'un skiathlon à Lillehammer, puis deuxième d'un trente kilomètres libre à Davos où il est devancé par Martin Johnsrud Sundby et dixième à Toblach du quinze kilomètres classique, Il participe ensuite au Tour de ski où son meilleur résultat est une troisième place du dix kilomètres libre à Toblach remporté par Finn Hågen Krogh devant Sundy. Il termine finalement à la dix-huitième place du Tour de Ski. Après cette compétition, il remporte le quinze kilomètres libre de Nove Mesto devant Martin Johnsrud Sundby  et le Russe Sergueï Oustiougov, sa quatrième victoire en coupe du monde. Troisième d'un dix kilomètres classique derrière les Russes Maxim Vylegzhanin et Alexander Bessmertnykh à Falun, il participe en fin de saison à la première édition du Ski Tour Canada. Lors de ce mini-tour, il termine troisième du sprint classique de Canmore, derrière l'Italien  Federico Pellegrino et le Norvégien Eirik Brandsdal puis il remporte un quinze kilomètres classique avec handicap devant Matti Heikkinen et Martin Johnsrud Sundby. Il termine finalement quatrième du classement général de ce tour. Il finit deuxième du classement général des courses de distances, derrière Sundby, et cinquième du classement général.
Lors du début de saison de la coupe du monde 2016-2017, son meilleur résultat est une neuvième place à Lillehammer lors d'une étape du mini-tour, disputée sur un dx kilomètres libre. Il termine 34e de ce mini-tour, puis onzième d'un trente kilomètres classique à Davos et 22e d'un quinze kilomètres mass-start à La Clusaz. Sur ce même site, il termine à la troisième place avec le relais français composé également de Jean-Marc Gaillard, Alexis Jeannerod, Clément Parisse, Manificat étant le quatrième partant, en style libre.
Lors du dix kilomètres libre de Toblach, il est devancé par Sergey Ustiugov. Il remporte la montée finale de l'Alpe Cermis, terminant ainsi à la quatrième place du classement général. Cela lui permet également de revenir à la septième place du classement général de la coupe du monde.
Lors des étapes précédent les mondiaux, à Ulricehamn, Falun et Otepää, son meilleur résultat est une dixième place d'un quinze kilomètres et une neuvième place d'un relais. Pour ses débuts lors des championnats du monde 2017, il figure dans le groupe des poursuivants derrière Martin Johnsrud Sundby et Sergey Ustiugov. Il termine finalement quatorzième. Sur le quinze kilomètres classique, course remportée par le Finlandais Iivo Niskanen, il termine à la 23e place, à du vainqueur. La France aligne Jean-Marc Gaillard et Maurice Manificat sur les deux parcours classique. Ce dernier revient en quatrième position, à 46 secondes se la tête. Robin Duvillard, sur le premier relais en libre, ne peut résister à ses poursuivants et transmet le témoins en septième position à Clément Parisse qui termine à cette même place. Dans le trente kilomètres, il fait partie du groupe, comprenant également Jean-Marc Gaillard et Clément Parisse, d'un peu plus de vingt coureurs qui mène la course. Manificat ne peut répondre à l'accélération de Martin Johnsrud Sundby dans la dernière montée, pour finir à la place neuvième place.
Maurice Manificat commence sa saison 2017-2018 sur le circuit FIS à Saariselka où il remporte un dix kilomètres classique puis un sprint, toujours sur ce format. Pour le début de la saison de coupe du monde, au Ruka triple, il réalise le meilleur temps de la poursuite cloturant l'épreuve pour terminer à la huitième place. Lors de l'étape de Lillehammer, il termine cinquième d'un skiathlon remporté par Johannes Høsflot Klæbo. La semaine suivante, il remporte le quinze kilomètres libre de Davos, devant les Russes Sergey Ustiugov et Alexander Bolshunov. Lors du quinze kilomètres suivant, à Toblach, il termine deuxième, battu par Simen Hegstad Krüger. Manificat s'aligne sur le tour de ski, où il réalise le meilleur temps de la poursuite libre de Lenzerheide, et obtient une dixième place à Oberstdorf lors d'un quinze kilomètres départ en ligne. Il termine finalement à la onzième place du classement général, après avoir réalisé le deuxième temps de la dernière course, la montée de l'Alpe Cermis. Pour sa dernière course avant les Jeux, il termine cinquième à Seefeld d'un quinze kilomètres mass-start remporté par Dario Cologna. Il occupe alors la tête du classement des courses de distance de la coupe du monde.
Lors des Jeux olympiques 2018 de Pyeongchang, il obtient son meilleur résultat en individuel en prenant la cinquième place du skiathlon remporté par Simen Hegstad Krüger. Sur le quinze kilomètres libre, son principal objectif, il termine à la cinquième place, le titre étant remporté pour la troisième édition consécutive par Dario Cologna. Jean-Marc Gaillard et Maurice Manificat sont les premiers fondeurs du relais, sur les parcours classique. Ils laissent les Français dans le groupe de tête, Manificat transmettant à Clément Parisse en troisième position à mi-parcours. Ce dernier, confronté au Norvégien Simen Hegstad Krüger, permet à la France de passer au terme du troisième relais en deuxième position, les deux hommes ayant rejoint puis laché Alexey Chervotkin, représentant OAR, ayant également laché l'Italien Giandomenico Salvadori dont l'équipe était deuxième au passage de relais précédant. Adrien Backscheider reste au contact de Johannes Høsflot Klæbo jusqu'au retour de Denis Spitsov, ces deux derniers s'échappant pour se disputer le titre, à l'avantage de la Norvège, la France terminant troisième loin devant la Finlande. Lors du sprint par équipes, disputé en style libre, il est associé à Richard Jouve. Les deux hommes obtiennent la troisième place, derrière la Norvège de Martin Johnsrud Sundby et Johannes Høsflot Klæbo et les représentants de l'OAR, Denis Spitsov et Aleksandr Bolshunov. Il décide de ne pas participer à la dernière épreuve, le cinquante kilomètres disputé en style classique, afin de « préparer la fin de saison » où il doit lutter pour conserver le dossard rouge de leader du classement de la distance. Ses résultats sur la fin de saison ne lui permettent pas de postuler aux classements des courses de distance, où il termine finalement cinquième, et du classement général, huitième.

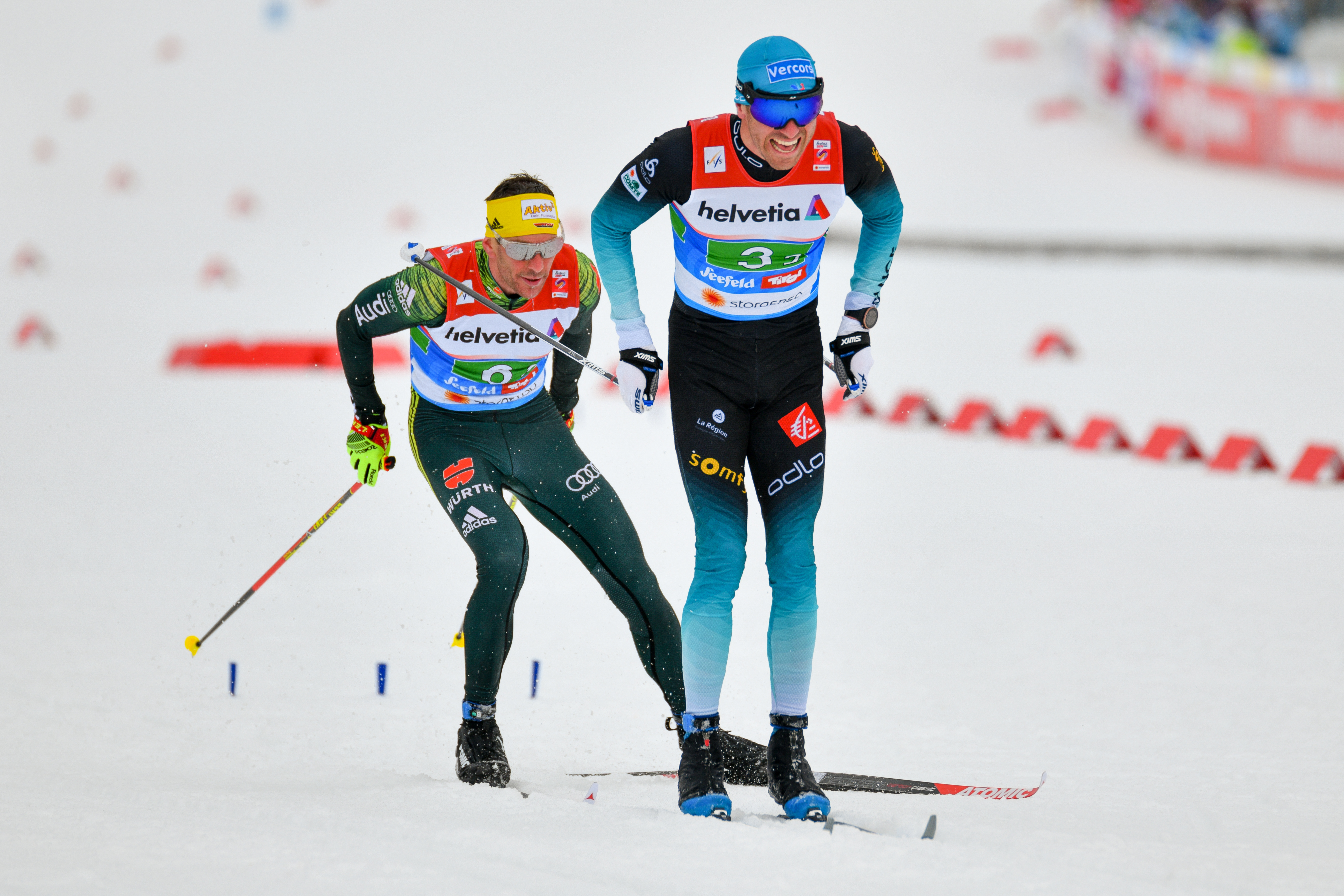
Maurice Manificat (dossard no 3), lors des championnats du monde 2019.

Pour la saison 2018-2019, il doit observer une période de repos avant de faire ses débuts en coupe du monde lors de l'étape de Davos où il termine deuxième d'un quinze kilomètres derrière le Russe Evgeniy Belov. Peu avant le début du tour de ski, il dispute deux courses de la coupe des Alpes, remportant un quinze kilomètres mass-start à Valdidentro - Isolaccia en Italie. Il termine le tour de ski à la 21e position. Il remporte sa première victoire de la saison sur le quinze kilomètres libre d'Ulricehamn, où il devance deux Norvégiens, Simen Hegstad Krüger et Didrik Tønseth. Sur cette étape, il participe au relais où les Français terminent à la septième place. Aux championnats du monde de Seefeld, il est forfait lors de la première épreuve de distance, le skiathlon, en raison d'un virus. Revenu pour le quinze kilomètres disputé en style classique, il termine à la 25e place. Lors du relais 4 × dix kilomètres, il est aligné en deuxième position, en style classique derrière Adrien Backscheider. Il transmet le relais à Clément Parisse avec une trentaine de secondes sur un trio de nations composé de la Norvège, la Russie et la Finlande. Ce dernier comble une grande partie du retard sur le Finlandais avaurlnt de transmettre le relais à Richard Jouve. Celui-ci rejoint le Finlandais Perttu Hyvarinen, puis le depasse dans la ligne d'arrivée finale.
Sa saison suivante est plus compliquée, Manificat n'obtenant aucun podium en coupe du monde, ce qui ne s'était pas produit depuis la saison 2009-2010. En janvier il doit déclarer forfait pour les péreuves suivantes, en raison d'une bronchite contractée pendant le Tour de ski, édition où il termine à la 26e place du classement général. En février, il participe au FIS Ski tour, tour disputé en Suède et Norvège, où il termine 29e du général. Au mois de mars, il déclare mettre un terme à sa saison de coupe du monde pour se consacrer à des courses de longues distances en France.
Dans une saison saison 2020-2021 où les championnats du monde d’Oberstdorf constituent son  son principal objectif, Manificat décide de ne pas disputer le Ruka triple, épreuve d'ouverture. Il participe ainsi sa première épreuve sur le quinze kilomètres de Davos où il termine huitième. Sur le Tour de ski, il termine à la quatrième place de la deuxième étape puis accède au podium le lendemain, terminant avec le deuxième temps de la poursuite ce qui lui permet de prendre la troisième place du classement général du tour. Lors de l'étape suivante, il termine sixième à Toblach du quinze kilomètres libre puis de nouveau sixième de la poursuite classique sur le même site. Dixième de la mass-start classique de Val di Fiemme, il termine ensuite quinzième du sprint classique. Lors de la mass-start se terminant au sommet de l'Alpe Cermis, il termine troisième derrière Denis Spitsov et Alexander Bolshunov, ce classant finalement à la deuxième place de général derrière ce dernier. Identifié comme cas contact, il ne peut disputer les épreuves de Falun.
La préparation de Manificat pour les Jeux olympiques 2022 de Pékin est perturbée par une pubalgie et une chute qui le blesse aux côtes. Ayant comme objectif principal en individuel le skiathlon, il n'y est que 23e. Douzième ensuite du 15 kilomètres classique, ces résultats amènent l'encadrement français à se poser la question de la présence de Manificat sur le relais. Finalement présent en tant que dernier relayeur, il est à la lutte pour une place sur le podium derrière les Russes face à Johannes Høsflot Klæbo pour la Norvège et Johan Häggström pour la Suède. Une attaque de sa part lui permet de distancer le Suédois. Dominé ensuite par le Norvégien, il termine à la troisième place remportant ainsi sa quatrième médaille de bronze olympique en carrière. Il est ainsi impliqué dans quatre des cinq médailles de l'histoire de l'équipe de France de ski de fond,.
Il met fin à sa carrière sportive au sein de l’équipe de France de ski nordique, à près de 38 ans, le 10 mars 2024, à l’issue du 50 kilomètres en style classique de Holmenkollen à Oslo en Norvège,,,

### Vie personnelle
Originaire de Thyez en Haute-Savoie, il étudie à l'université Joseph-Fourier - Grenoble 1 où il obtient une licence de biologie moléculaire et cellulaire en 2011. Il arrête ensuite ses études, l'obtention du master étant plus exigeante.
Il devient père d'un garçon, Ethan, en mai 2014.
Il est licencié au Ski-club d'Agy Saint-Sigismond. Aidé par les Douanes qui sont l'un de ses sponsors, il porte les couleurs de l'équipe de France. Il est l'un des fondeurs principaux du fabricant Salomon. Il est également sociétaire du club d'athlétisme de Tullins (CMI, Coureurs du Monde en Isère) lorsqu'il participe à des courses en montagne.

## Palmarès

### Jeux olympiques
Maurice Manificat compte quatre médailles olympiques à son palmarès, le bronze lors du relais des Jeux olympiques 2014 de Sotchi, avec Jean-Marc Gaillard, Robin Duvillard et Ivan Perrillat Boiteux, puis quatre ans plus tard, le bronze, toujours sur le relais, lors des Jeux olympiques 2018 à Pyeongchang, avec Jean-Marc Gaillard, Clément Parisse et Adrien Backscheider. Lors de cette dernière édition, il remporte sa troisième médaille de bronze avec Richard Jouve lors du l'épreuve du sprint par équipes.
| Épreuve / Édition   | Sprint                           | Sprint                           | 15 km                                                                                                | 15 km                            | Poursuite / Skiathlon 2 × 15 km | 50 km | Relais                              | Relais                              |
| Épreuve / Édition   | libre                            | classique                        | libre                                                                                                | classique                        | Poursuite / Skiathlon 2 × 15 km | 50 km | Sprint                              | 4 × 10 km                           |
| JO 2010 Vancouver   | Épreuve inexistante à cette date | —                                | 6e                                                                                                   | Épreuve inexistante à cette date | 26e                             | —     | —                                   | 4e                                  |
| JO 2014 Sotchi      | —                                | Épreuve inexistante à cette date | Épreuve inexistante à cette date                                                                     | —                                | 9e                              | 43e   | —                                   | Médaille de bronze, Jeux olympiques |
| JO 2018 Pyeongchang | Épreuve inexistante à cette date | —                                | 5e                                                                                                   | Épreuve inexistante à cette date | 5e                              | —     | Médaille de bronze, Jeux olympiques | Médaille de bronze, Jeux olympiques |
| JO 2022 Pékin       | —                                | Épreuve inexistante à cette date | Épreuve inexistante à cette date                                                                     | 12e                              | 23e                             | 10e   | —                                   | Médaille de bronze, Jeux olympiques |
|                     |                                  |                                  | Légende : - : troisième place, médaille de bronze - : pas d'épreuve - — : Non disputée par Manificat |                                  |                                 |       |                                     |                                     |

### Championnats du monde
Lors de ses trois premières participations aux Championnats du monde, en 2009, 2011 et 2013, Maurice Manificat ne remporte aucune médaille. Son meilleur résultat est alors une sixième place lors du quinze kilomètres en style classique d'Oslo en 2011. En 2015, lors des mondiaux à Falun, il obtient ses deux premières médailles : deuxième place sur quinze kilomètres style libre en individuel et troisième place lors du relais quatre fois dix kilomètres avec Jean-Marc Gaillard, Robin Duvillard et Adrien Backscheider. Il remporte une nouvelle médaille de bronze avec le relais lors de l'édition 2019 avec Adrien Backscheider, Clément Parisse et Richard Jouve.
| Épreuve / Édition           | Sprint                           | Sprint                           | 15 km | 15 km                            | Poursuite / Skiathlon 2 × 15 km | 50 km                            | 50 km                            | Relais | Relais                    |
| Épreuve / Édition           | libre                            | classique                        | libre | classique                        | Poursuite / Skiathlon 2 × 15 km | libre                            | classique                        | Sprint | 4 × 10 km                 |
| Mondiaux 2009 Liberec       | —                                | Épreuve inexistante à cette date | Épreuve inexistante à cette date | —                                | 47e                             | —                                | Épreuve inexistante à cette date | —      | —                         |
| Mondiaux 2011 Oslo          | —                                | Épreuve inexistante à cette date | Épreuve inexistante à cette date | 6e                               | 22e                             | 45e                              | Épreuve inexistante à cette date | —      | 11e                       |
| Mondiaux 2013 Val di Fiemme | Épreuve inexistante à cette date | —                                | 18e | Épreuve inexistante à cette date | 21e                             | Épreuve inexistante à cette date | 24e                              | 6e     | 9e                        |
| Mondiaux 2015 Falun         | Épreuve inexistante à cette date | —                                | Médaille d'argent, monde | Épreuve inexistante à cette date | 5e                              | Épreuve inexistante à cette date | 14e                              | —      | Médaille de bronze, monde |
| Mondiaux 2017 Lahti         | —                                | Épreuve inexistante à cette date | Épreuve inexistante à cette date | 22e                              | 14e                             | 9e                               | Épreuve inexistante à cette date | —      | 7e                        |
| Mondiaux 2019 Seefeld       | —                                | Épreuve inexistante à cette date | Épreuve inexistante à cette date | 25e                              | —                               | 32e                              | Épreuve inexistante à cette date | —      | Médaille de bronze, monde |
| Mondiaux 2021 Oberstdorf    | Épreuve inexistante à cette date | —                                | 16e | Épreuve inexistante à cette date | —                               | Épreuve inexistante à cette date | 26e                              | —      | Médaille de bronze, monde |
|                             |                                  |                                  | Légende : - : deuxième place, médaille d'argent - : troisième place, médaille de bronze - : pas d'épreuve - — : Non disputée par Manificat |                                  |                                 |                                  |                                  |        |                           |

### Coupe du monde
- Meilleur classement général : 5e en 2010 et 2016.
- 19 podiums : 
  - 17 podiums en épreuve individuelle : 6 victoires, 8 deuxièmes places et 3 troisièmes places.
  - 2 podiums en épreuve par équipes : 2 troisièmes places.

#### Courses par étapes
- Tour de ski :
  - 2e en 2021.
  - 4e en 2017.
  - 9 podiums d'étapes dont 1 victoire (Alpe Cermis, Tour de ski 2017)[79].
- Ski Tour Canada : 2 podiums d'étape, dont 1 victoire[79].
- Finales : 2 podiums d'étape, dont 1 victoire[79].
- Nordic Opening : 4 podiums d'étape, dont 1 victoire[79].

#### Classements en Coupe du monde
Maurice Manificat réalise sa meilleure saison en 2016 avec une cinquième place au classement, une deuxième place au classement de la distance et une quatrième place au Ski Tour Canada gagné par Martin Johnsrud Sundby.
| Saison / Épreuve | Saison / Épreuve | Général | Général | Distance | Distance | Sprint | Sprint |         | Tour de ski depuis 2007          | Finales depuis 2008 Ski tour Canada (2016) | Nordic Opening depuis 2011 |
| ---------------- | ---------------- | ------- | ------- | -------- | -------- | ------ | ------ | ------- | -------------------------------- | ------------------------------------------ | -------------------------- |
| Saison / Épreuve | Saison / Épreuve | Class.  | Points  | Class.   | Points   | Class. | Points |         | Tour de ski depuis 2007          | Finales depuis 2008 Ski tour Canada (2016) | Nordic Opening depuis 2011 |
| 2008             | 2008             | 142e    | 7       | 84e      | 7        | -      | -      | —       | 39e                              | Épreuve inexistante à cette date           |                            |
| 2009             | 2009             | 55e     | 120     | 39e      | 92       | -      | -      | —       | 17e                              | Épreuve inexistante à cette date           |                            |
| 2010             | 2010             | 5e      | 580     | 8e       | 334      | 55e    | 38     | 19e     | 2e                               | Épreuve inexistante à cette date           |                            |
| 2011             | 2011             | 13e     | 488     | 10e      | 308      | 88e    | 10     | 17e     | 5e                               | 19e                                        |                            |
| 2012             | 2012             | 8e      | 768     | 9e       | 508      | 59e    | 30     | 7e      | 20e                              | 8e                                         |                            |
| 2013             | 2013             | 26e     | 302     | 15e      | 266      | -      | -      | —       | —                                | 14e                                        |                            |
| 2014             | 2014             | 23e     | 287     | 20e      | 165      | 74e    | 16     | Abandon | 28e                              | 4e                                         |                            |
| 2015             | 2015             | 17e     | 363     | 10e      | 291      | 72e    | 12     | 16e     | Épreuve inexistante à cette date | —                                          |                            |
| 2016             | 2016             | 5e      | 1131    | 2e       | 763      | 39e    | 52     | 13e     | Épreuve inexistante à cette date | 14e                                        |                            |
| 2017             | 2017             | 13e     | 584     | 13e      | 328      | 78e    | 8      | 4e      | 11e                              | 34e                                        |                            |
| 2018             | 2018             | 8e      | 763     | 5e       | 586      | 78e    | 7      | 11e     | 26e                              | 8e                                         |                            |
| 2019             | 2019             | 24e     | 330     | 15e      | 288      | —      | —      | 21e     | 34e                              | DNS                                        |                            |
| 2020             | 2020             | 46e     | 144     | 30e      | 118      | 94e    | 22     | 26e     | FIS Ski Tour 29e                 | 34e                                        |                            |
| 2021             | 2021             | 6e      | 597     | 14e      | 261      | 57e    | 16     | 2e      | Épreuve inexistante à cette date | —                                          |                            |

Légende :
- — : épreuve non disputée par Manificat
- : pas d'épreuve

#### Détail des victoires
Maurice Manificat compte six victoires en Coupe du monde, lors des skiathlons, épreuve de trente kilomètres (quinze de style classique puis quinze de style libre) à Lahti en 2010 et à Canmore en 2012, un trente kilomètres style libre à Davos en 2013 et trois quinze kilomètres libre à Nové Město en 2016, Davos en 2017 et Ulricehamn en 2019.
| Épreuve / Édition | Sprint | Sprint    | 15 km      | 15 km     | Skiathlon 2 × 15 km | 30 km | 30 km     | 50 km libre | Tour de ski ou Finales ou Nordic Opening |
| Épreuve / Édition | libre  | classique | libre      | classique | Skiathlon 2 × 15 km | libre | classique | 50 km libre | Tour de ski ou Finales ou Nordic Opening |
| 2009-2010         |        |           |            |           | Lahti               |       |           |             |                                          |
| 2012-2013         |        |           |            |           | Canmore             |       |           |             |                                          |
| 2013-2014         |        |           |            |           |                     | Davos |           |             |                                          |
| 2015-2016         |        |           | Nové Město |           |                     |       |           |             |                                          |
| 2017-2018         |        |           | Davos      |           |                     |       |           |             |                                          |
| 2018-2019         |        |           | Ulricehamn |           |                     |       |           |             |                                          |

Maurice Manificat compte quatre victoires d'étapes à son palmarès : un quinze kilomètres libre par handicap aux Finales 2010, un quinze kilomètres classique poursuite lors Ski Tour Canada, la montée finale de l'Alpe Cermis lors du Tour de Ski 2016-2017, et un quinze kilomètres libre poursuite à Ruka en Finlande lors de la saison 2017-2018.

### Championnats du monde chez les jeunes: junior etU23
En trois participations aux Championnats du monde juniors, Maurice Manificat a remporté une médaille de bronze en relais lors des Mondiaux de 2005 aux côtés de Cyril Miranda, Guilhem Alexandre et Romain Vandel.
| Épreuve / Édition       | Sprint                           | Sprint                           | 10 km                            | 10 km                            | Poursuite 2 × 10 km              | Relais             |
| Épreuve / Édition       | libre                            | classique                        | libre                            | classique                        | Poursuite 2 × 10 km              | Relais             |
| Mondiaux 2004 Stryn     | 68e                              | Épreuve inexistante à cette date | 23e                              | Épreuve inexistante à cette date | Épreuve inexistante à cette date | 12e                |
| Mondiaux 2005 Rovaniemi | Épreuve inexistante à cette date | Épreuve inexistante à cette date | 7e                               | Épreuve inexistante à cette date | 16e                              | Médaille de bronze |
| Mondiaux 2006 Kranj     | Épreuve inexistante à cette date | Épreuve inexistante à cette date | Épreuve inexistante à cette date | 20e                              | 10e                              | 8e                 |

Il participe à trois éditions des championnats des moins de 23 ans.
| Épreuve / Édition                 | Sprint                           | Sprint                           | 15 km                            | 15 km                            | 30 km Poursuite                  | 30 km Mass-start   | Relais |
| Épreuve / Édition                 | libre                            | classique                        | libre                            | classique                        | 30 km Poursuite                  | 30 km Mass-start   | Relais |
| Mondiaux 2007 Tarvisio            | Épreuve inexistante à cette date | Épreuve inexistante à cette date | 4e                               | Épreuve inexistante à cette date | 20e                              |                    | ?      |
| Mondiaux 2008 Malles Venosta      | Épreuve inexistante à cette date | Épreuve inexistante à cette date | Épreuve inexistante à cette date | 6e                               |                                  | Médaille de bronze | ?      |
| Mondiaux 2009 Praz de Lys Sommand | Épreuve inexistante à cette date | Épreuve inexistante à cette date | 1er                              | Épreuve inexistante à cette date | Épreuve inexistante à cette date |                    | ?      |

### Universiades
- Médaille d'argent du relais en 2007 à Turin.

### Coupe OPA
- 7e du classement général en 2009.
- 8 podiums, dont 4 victoires.

### Championnats de France
Champion de France Elite :
- Longue distance : 2017 - 2019
- 30 km : 2014
- Courte distance : 2016 - 2017 - 2018
- Mass-Start : 2018
- Poursuite : 2017
- Relais : 2017 - 2018 - 2019

## Décorations
- Chevalier de l'Ordre national du Mérite en 2014[86]